# Josh Grant
Joshua David Grant, detto Josh (Salt Lake City, 7 agosto 1967), è un ex cestista statunitense, professionista nella NBA, in Spagna, Francia, Grecia e Italia.

## Carriera
È stato selezionato dai Denver Nuggets al secondo giro del Draft NBA 1993 (43ª scelta assoluta).
Con gli Stati Uniti ha disputato le Universiadi di Sheffield 1991.

## Palmarès
- Campionato francese: 1

Pau-Orthez: 1998-99